# Босняки
Босняки́ (босн. Bošnjaci МФА: [bɔ'ʃɲaːt͡si]), інколи боснійці — південнослов’янський народ. Босняки живуть переважно в Боснії та Санджаці (прикордоння між Сербією й Чорногорією). Малі автохтонні поселення є в Хорватії та Республіці Косово (частково визнаній  державі), Північній Македонії. Більшість босняків сповідують іслам, але існують досить численні католицькі та православні громади. Основна мова — боснійська (один із літературних стандартів сербохорватської мови).
На відміну від назви «босняк» слово «боснієць» має ще й інше значення: житель Боснії і Герцеговини, незалежно від етнічної та релігійної належності (хоча деякі й не погоджуються з тим, що це одне й те саме).

## Історія
Територію сучасної Боснії і Герцеговини, як і інші краї колишньої Югославії, заселили слов'янські племена в VI—VII ст., на основі яких пізніше сформувалися серби і хорвати. У X—XI ст. Боснія була особливим регіоном (жупою) у складі сербських земель. Вона визволилась від сербської залежності до XII ст. і фактично стала незалежною, хоч згодом була вимушена уникати намагань як Сербії, так і Угорщини, загарбати її. У Боснії приймали болгарських сектантів (богомилів). Боротьба західної (католицької), сербської православної церкви й богомильства зумовила існування в Боснії своєрідної боснійської церкви, що пристосувала до своєї мети ідеї богомилів. Це все полегшило проникнення ісламу в Боснію і Герцеговину після турецького завоювання.
Османське панування в Боснії і Герцеговині продовжувалося з другої половини XV ст. до 1878 р. У період османського панування саме в Боснії і Герцеговині іслам набув найбільшого розповсюдження. Сюди переселялося багато турків — посадовців, представників духівництва, ремісників. Серед переселенців були вихідці з Північного Кавказу, араби, курди, які визнавали іслам. Частину їх асимільовано, приймаючи звичаї та мову корінного населення, але й вони мали вплив на розвиток місцевого населення, приносили свої звичаї, поширюючи іслам і деякі елементи східної культури.
Кількість мусульман у югославських землях зростала головно через прийняття ісламу місцевим населенням. Уже до XVI ст. чисельність мусульман у містах і селах значно зросла. Найчастіше визнавали іслам феодали, щоб зберегти майно і владу, але приймали мусульманську релігію і селяни. Це пояснюється економічними чинниками: мусульмани платили менші податки.
Коли Османська імперія почала втрачати свої володіння в Європі (з кінця XVII ст.), мусульманське населення різних південно-слов'янських земель переселилося до Боснії, яка залишилась під владою турків.
Перша хвиля переселенців-мусульман до Боснії мала місце наприкінці XVII ст., потім у XIX ст. Тільки 1863 р. з Сербії до Боснії переселилося 20 тис. мусульман. Остання хвиля їх була 1878 р. Окупація Боснії і Герцеговини Австро-Угорщиною у 1878 та їхня анексія 1908 р. сприяла переселенню мусульман із Боснії і Герцеговини до Туреччини.
Основа культури мусульман — стародавня слов'янська, але в ній помітне місце зберігають риси, привнесені турками та іншими вихідцями з Малої Азії.
У 1945—1992 роках Боснія і Герцеговина була союзною республікою у складі Соціалістичної Федеративної Республіки Югославії. У квітні 1992 року парламент Боснії і Герцеговини, спираючись на наслідки референдуму, оголосив незалежність від Югославії.

## Традиційна культура
Засоби ведення сільського господарства серед мусульманського та християнського населення Боснії і Герцеговині однакові. У північній та центральній областях мусульмани, як і християни, займаються переважно хліборобством та садівництвом. У гірській місцевості — скотарством.
Серед югославських мусульман здавна було багато ремісників. Вони займалися ковальським, зброярським та лимарським ремеслами. Деякі з них належали до військового стану, але мирного часу вони жили з ремесел, а у воєнний — ставали солдатами. Однак у Боснії і Герцеговині ремісниками були не тільки мусульмани, але й християни (крім суто мусульманських занять, як наприклад тютюнова справа).
Ремісники Боснії і Герцеговини прославилися як виробники ювелірних та гончарних виробів, зброї, предметів із шкіри й кості, килимів, вишивки, мережива.
Східні впливи сильно відчутні у плануванні сільських поселень і особливостях інтер'єру житла. Мусульманські села були найчастіше купчастого типу, тоді як їхні сусіди-християни жили в поселеннях переважно розкиданого типу.
Мусульманські села поділяються на окремі квартали — махали. В центрі їх — мечеть, поряд — цвинтар. Зовні мусульманське житло не відрізняється від християнського. Але внутрішнє планування та інтер'єр не подібні до християнського житла — у них більше кімнат, обов'язково є килими й посуд східного типу. Ліжок немає — сплять на килимах, подушках, ковдрах. У спальні відведено місце для ритуальних омовінь.
Заможні мусульмани будували двоповерхові оселі, поділені на дві половини: чоловічу (селамлук) і жіночу (харемлук), і високі огорожі навколо садиб. На першому поверсі були господарські приміщення, на другому — житло. Заможні будували на садибі два двоповерхові будинки — окремо для чоловіків і жінок.
Турецький костюм мав вплив на одяг югославських мусульман. Мусульманський одяг (фески, шаровари) перейняли й християни, особливо в містах. Як і мусульманки, християнки в містах, виходячи на вулицю, закривали обличчя. Звичай носити чадру та паранджу в югославських мусульман існував до 1950-х. У селах цей звичай менше побутував.
Вбрання мусульманок і християнок подібне і складалося з:
- довгої сорочки (кошуля);
- фартуха;
- широких шароварів (димиє);
- жилету.

Те саме можна сказати і про чоловіче вбрання, до складу якого входили:
- штани;
- сорочка;
- різні куртки;
- ткані пояси;
- фески, обгорнуті хусткою як тюрбаном.

Їжа мусульман була подібна до турецької: страви з баранячого м'яса, плов, солодка каша з сиропом. Попри заборону Корану, пили сливовицю.
У громадському житті мусульман спостерігався поділ на верстви:
- заможні землевласники — беги;
- дрібні землевласники;
- селяни.

Бідні селяни-мусульмани були ближчі до православних і католиків, ніж до своїх заможних одновірців. Серед мусульман, як і християн, були поширені звичаї взаємодопомоги — моба, позаймиця, спрег. У мусульман на мобу не могли йти заміжні жінки.
Серед югославських мусульман звичай полігамії не був поширений, як і шлюб між родичами. Звичаї шаріату вимагали від жінки займатись тільки домашніми справами, вести затворницьке життя. Мусульмани, як і християни, жили великими родинами — задругами. В сімейних звичаях переплітались давньослов'янські, дохристиянські, християнські й мусульманські елементи.
Югославські мусульмани відзначають рамазан, курбан, мевлуд та інші свята, породжені ісламом. Одночасно вони святкують і дотримуються звичаїв, пов'язаних із християнським календарем: Різдво, Великдень, день Св. Георгія, Іллі, Петра тощо. Так, на Спаса йдуть у гори й дарують чабанам молоко, коржі, а ті поливають один одного молоком. Перед святом Петра обходять череду зі смолоскипами.
Існує східного походження віра в джинів, шайтанів, фаталізм, ворожіння, використання талісманів, амулетів тощо.
У народній поезії оспівувано подвиги мусульманських юнаків. Епічні пісні виконують у супроводі інструментів типу тамбури східного походження або гусел. Народні казки й перекази мають «східні елементи» (розповіді про Ходжу Насреддіна).
Збереглися давні традиції вишивки, різьблення по дереву, ткання золотом «східних» килимів.

## Мова
Босняки користуються мовою, яку офіційно називають боснійською. З лінгвістичного погляду, це один із літературних стандартів сербохорватської мови. Іншими такими стандартами є сербська, хорватська та чорногорська мови, всіх їх об'єднує здебільшого спільна база граматики, лексики та синтаксису. Сам термін відносно новий (його впроваджено після відокремлення Боснії та Герцеговини від Югославії) і його досі вважають за контроверсійний. Зокрема, Республіка Сербська (не плутати із Сербією) уникає його, вживаючи формулювання «мова, якою користуються босняки».